# Скайсерфінг

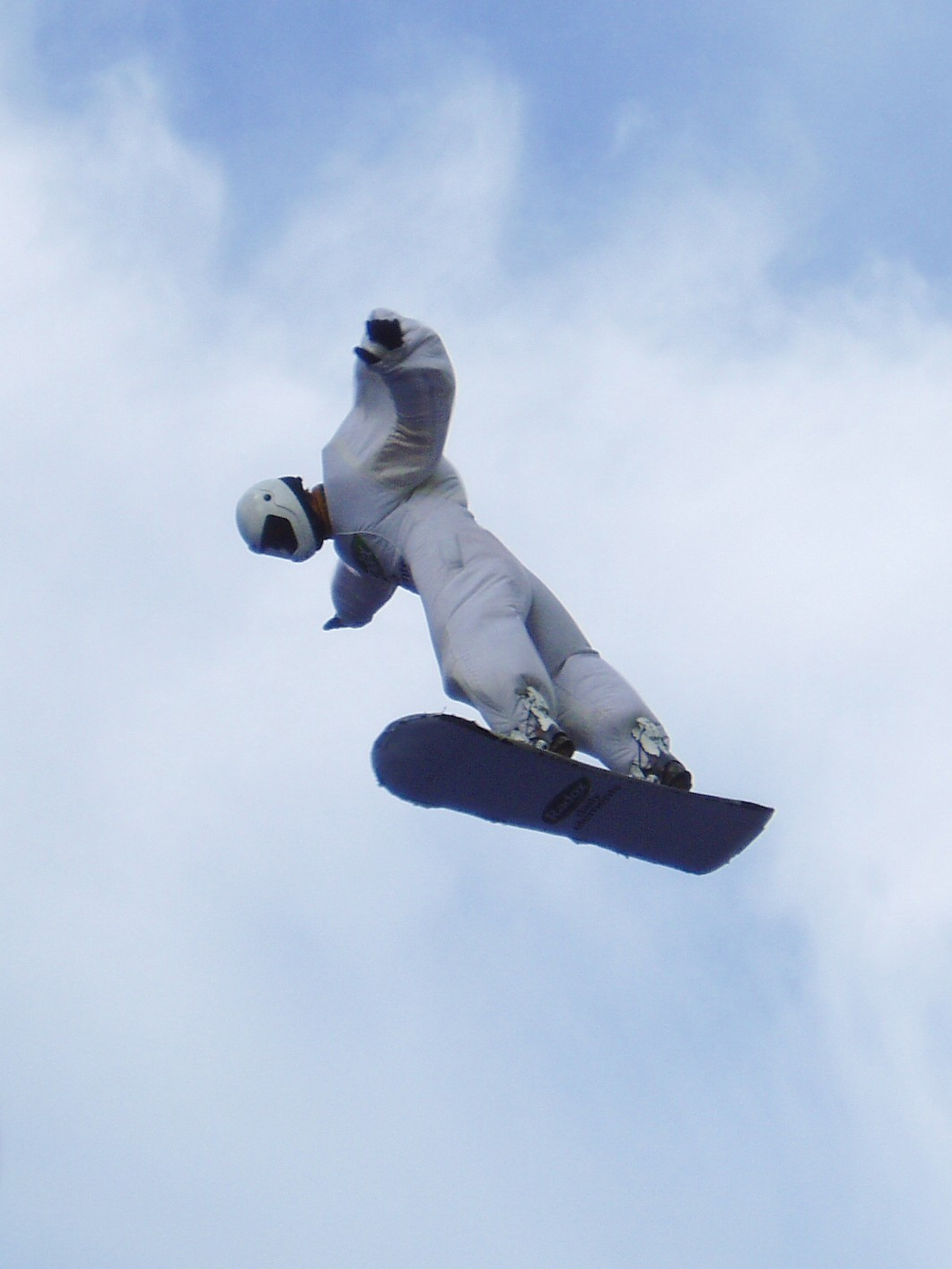
Скайсерфер на симуляторі

Скайсерфінг — стрибки з лижею на виконання різних фігур у  вільному падінні — відносно молодий вид  парашутного спорту.
За короткий термін набув бурхливого розвитку. Людина, що виробляє різні фігури в повітрі з дошкою (широкою закругленою лижею, схожою на сноуборд), називається лижником. Аеродинаміка лижника дуже відрізняється від простого вільного падіння при стрибку з парашутом, тому стрибки із лижею вважаються своєрідним видом спорту.
У кіно та рекламі епізоди зі скайсерфінгом використовуються для створення враження стрімкості, екстриму, граничних людських можливостей, швидкості і легкості вільного польоту.
Залучена команда зазвичай складається з двох чоловік — лижника і оператора. Виконуючи кожен свою роботу, лижник і оператор не забувають і про взаємодію один з одним. Вертикальна швидкість падіння становить приблизно 230 км/год.
Скайсерфінг — екстремальний і досить небезпечний спорт. У вільному польоті можуть скластися непередбачені обставини. Щоб лижа не заважала в аварійних ситуаціях, існує механізм її відчеплення.

## Скайсерфінг у мистецтві
Скайсерфінг — дуже видовищний вид спорту і природно він не міг тривалий час залишатися відомим лише у вузьких колах парашутного спорту. Все частіше цей вид спорту можна побачити в телевізійних заставках, рекламних роликах і у художніх фільмах.
Яскравим прикладом такого органічного симбіозу скайсерфінгу та інших видів мистецтва може служити діяльність Скотта Сміта (Scott Smith), американця, одного із засновників скайсерфінгу, чемпіона світу з фрістайлу 1995 р., срібного медаліста кубка світу з скайсерфінгу, чемпіона Америки з фрістайлу 1996 і 1997 рр., топ-скайсерфер X-Games в Америці. Це участь у численних рекламних проектах (англ. Energizer, Verizon, Coca-Cola, Sprite, Nissan) і гучних голлівудських блокбастерах (XXX (з Віном Дизелем), англ. Cutaway, 24, Terminal Velocity).

## Ресурси Інтернету
- Про історію скайсерфінгу — стаття із SkySport.ru
- Обертаючись над хмарами
- Василь Родін
- Сімнадцятирічний
- Що таке скайсерфінг?

### Скайсерф відео
- Скайсерф команда Priis: Первая собака скайсерфер (7,69 Мб)[недоступне посилання з червня 2019]
- ТНТ (Мир увлечений) — Передача о скайсерфинге (53,6 Мб)[недоступне посилання з червня 2019]